# والنتین مدواس
والنتین مدواس (فرانسوی: Valentin Madouas‎؛ زادهٔ ۱۲ ژوئیهٔ ۱۹۹۶) دوچرخه‌سوار جاده اهل فرانسه است.
از باشگاه‌هایی که در آن بازی کرده است می‌توان به تیم دوچرخه‌سواری اف‌دی‌جی و تیم دوچرخه‌سواری فورتونئو–اسکارو اشاره کرد.
وی در مسابقات کشوری و بین‌المللی در مجموع برندهٔ ۱ مدال نقره شده است.